# تيم بوتشر
تيم بوتشر (بالإنجليزية: Tim Butcher)‏ هو كاتب ومؤلف وصحفي بريطاني، ولد في 15 نوفمبر 1967 في رغبي في المملكة المتحدة.